# Серне-ла-Виль
Серне-ла-Виль (фр. Cernay-la-Ville) — коммуна и город во Франции.

## География
Городок и коммуна Серне-ла-Виль находится в центральной части Франции, в супрефектуре Рамбуйе департамента Ивелин региона Иль де Франс, в 35 километрах к юго-западу от Парижа. Он лежит на территории Регионального природного парка Шеврез.

## Города-партнёры
- Оденталь

1. 1 2  база данных о французских коммунах — Национальный географический институт Франции, 2015.
2. ↑  https://data.geopf.fr/telechargement/download/GEOFLA/GEOFLA_2-2_COMMUNE_SHP_LAMB93_FXX_2016-06-28/GEOFLA_2-2_COMMUNE_SHP_LAMB93_FXX_2016-06-28.7z — 2016.